# Când se stinge lumina
Când se stinge lumina este un film românesc din 2006 regizat de Igor Cobileanski. Rolurile principale au fost interpretate de actorii Mihai Ciolac, Sergiu Voloc, Ion Sandu.

## Distribuție
Distribuția filmului este alcătuită din:
- Sergiu Crețu — Slava
- Sergiu Voloc — Mihai
- Mihai Ciolac — Roman
- Ion Sandu — Anatol